# ドナルド・ルービン
ドナルド・ブルース・ルービン（Donald Bruce Rubin、1943年12月22日 - ）は、ハーバード大学における統計学の名誉教授であり 、統計学部長を13年間務めた。中国の清華大学とフィラデルフィアのテンプル大学でも働いている。
ルービン因果モデル、観測データによる因果推論のための一連の手法、欠測データ処理の手法、などで広く知られている。
1977年にアメリカ統計学会のフェローに選出された。

## 経歴
ルービンはワシントンD.C.で弁護士の家族に生まれた。プリンストン大学に進学して博士課程飛び級プログラムに参加し、物理学者のジョン・ホイーラーの指導を受けた。同プログラムの目的は学部入学後 5 年以内に学位を授与することで、20 人の学生が参加していた。ルービンは専攻を心理学に切り替えて、1965年に卒業した。アメリカ国立科学財団のフェローシップを獲得し、ハーバード大学の大学院に進学して心理学を専攻したが、統計学のバックグラウンドが不十分であったため、統計入門コースを受講することを求められた。
ルービンは再び博士課程の学生になった。今回はハーバード大学統計学部のウィリアム・コクランの下で統計学を専攻した。1970年にハーバード大学を卒業した後、1971年に教育試験サービス（ETS）で働き始め、プリンストン大学の新しい統計学部の客員教員を務めた。1974年から1980年にルービン因果モデルに関する主要な論文を執筆し、経済学者の グイド・インベンス との共著でこのテーマに関する教科書を出版した。

## 著作
- Imbens, Guido W.; Rubin, Donald B. (2015). Causal inference for statistics, social, and biomedical sciences: an introduction. Cambridge University Press. doi:10.1017/CBO9781139025751. ISBN 9780521885881
  - 『統計的因果推論』上下巻、ドナルド・ルービン/G・W・インベンス共著、星野崇宏/繁桝算男監訳、鎌倉書店、2023年